# Lucca (stad)

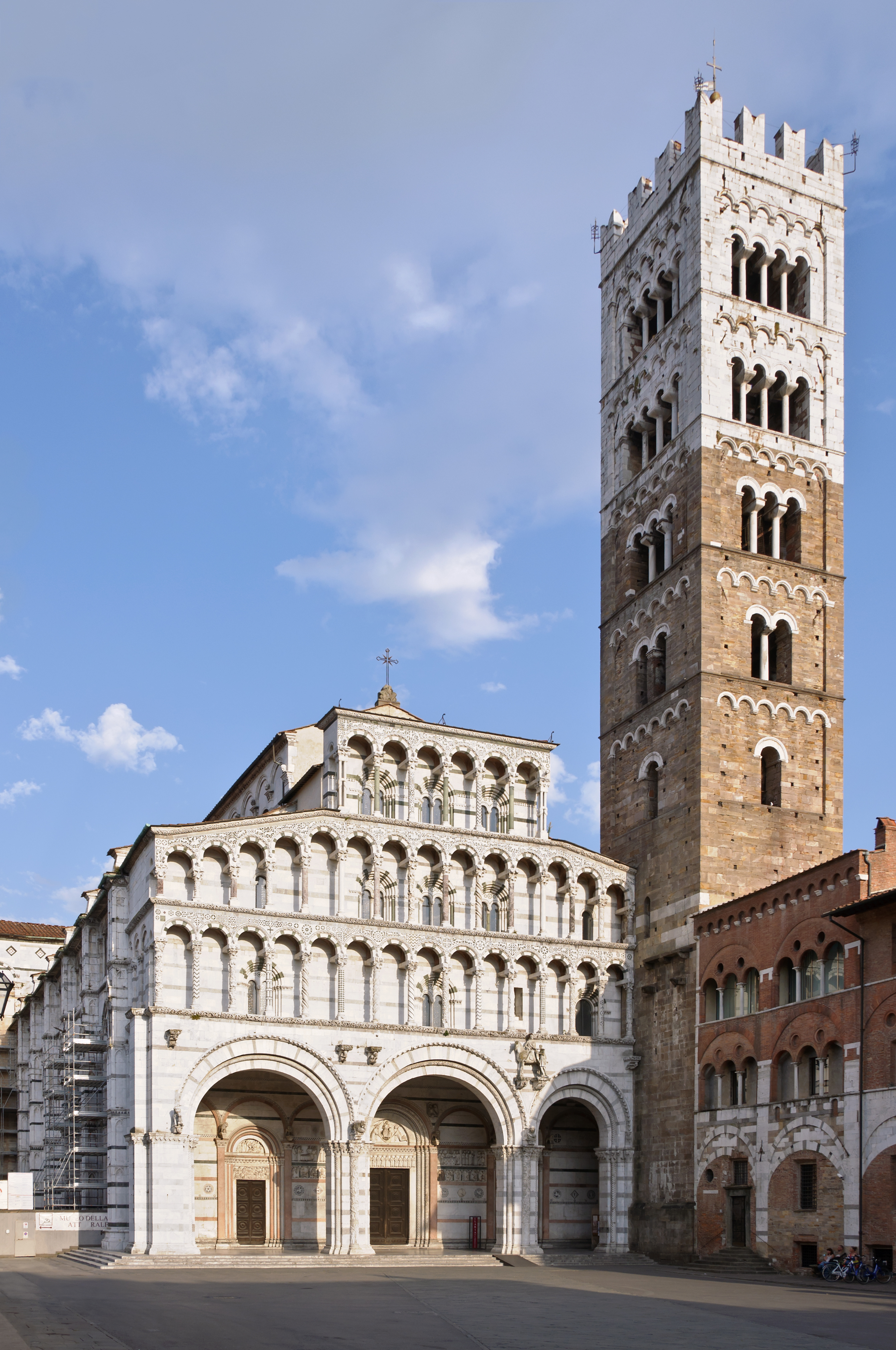
Duomo di San Martino

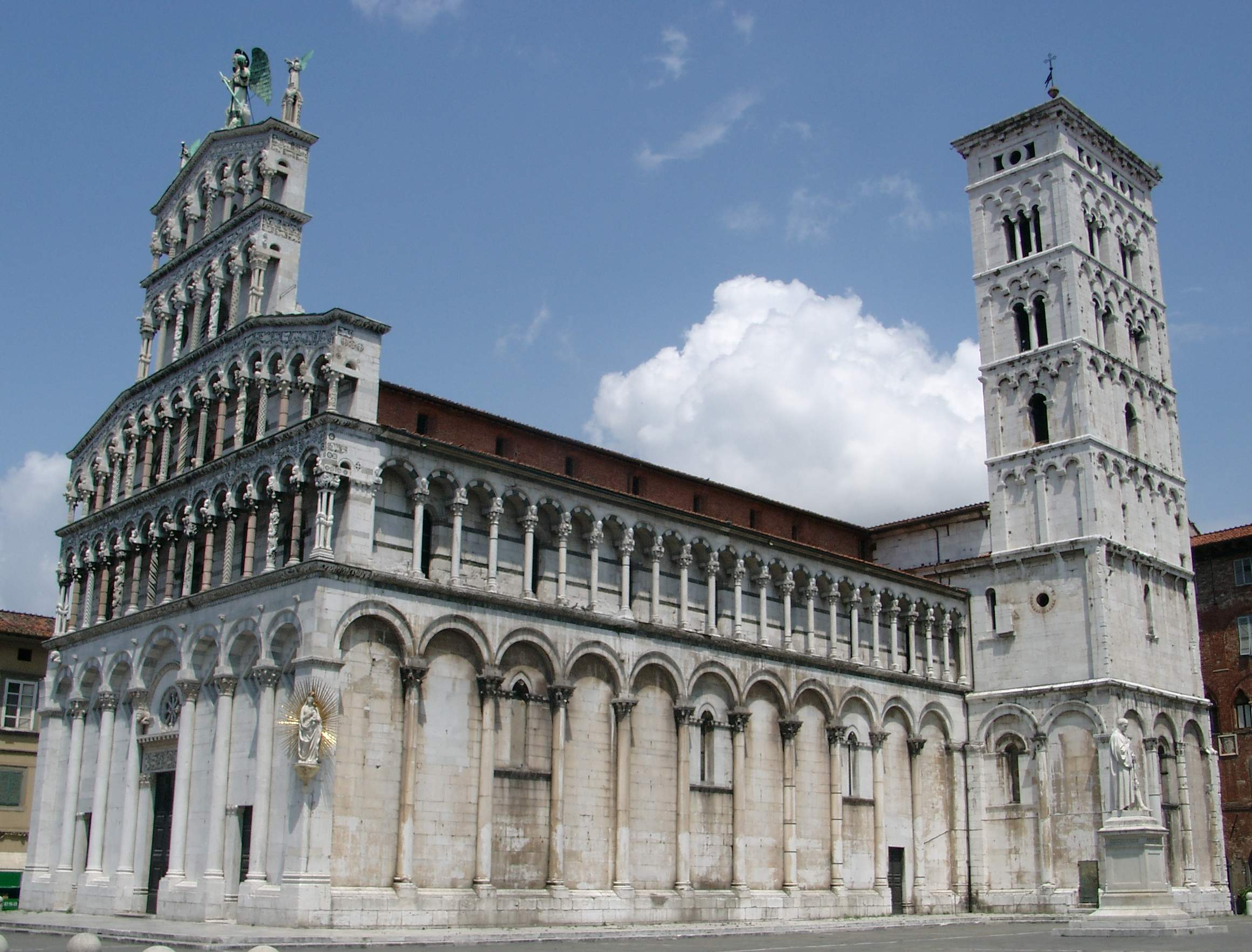
Kerk San Michele in Foro

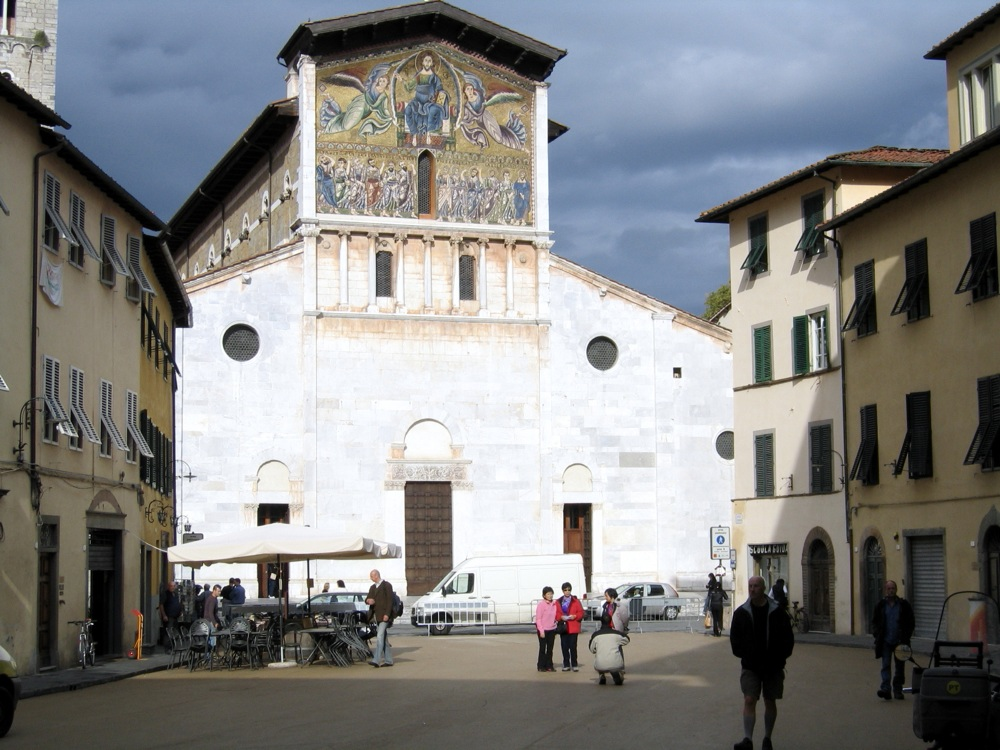
Basiliek van San Frediano

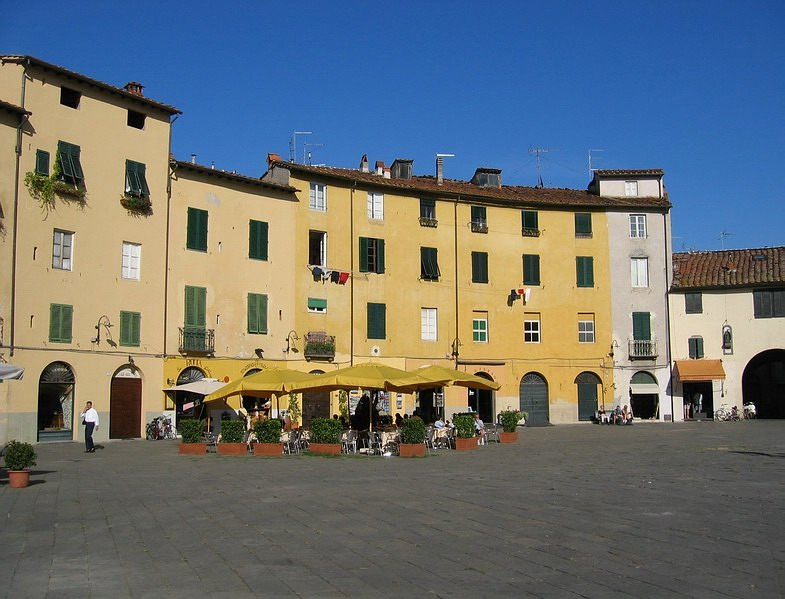
Piazza dell'Anfiteatro

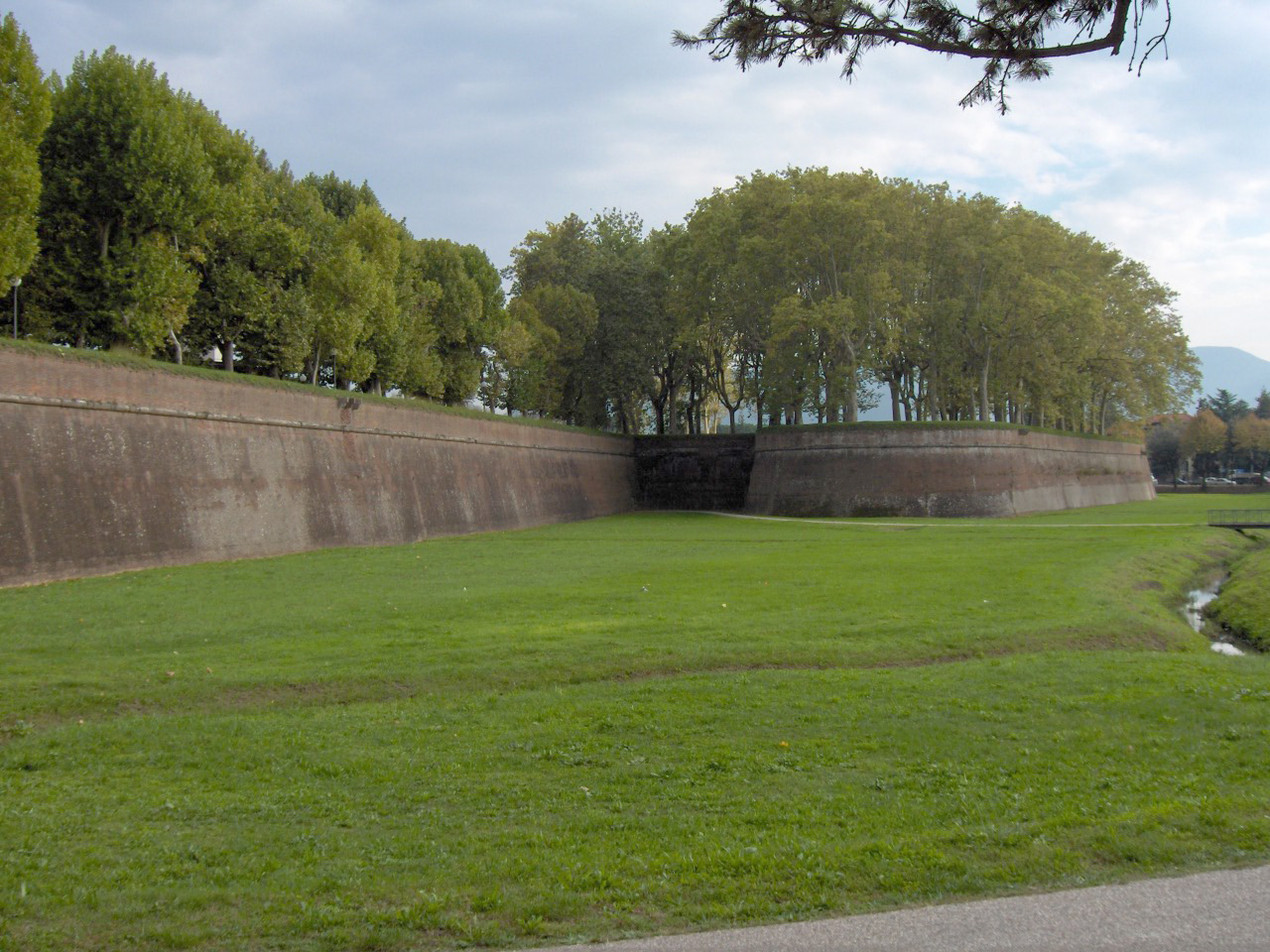
Stadsmuren

Lucca is de hoofdstad van de provincie Lucca in de regio Toscane en telt 88.798 inwoners (2023). De stad is een van de rijkste steden in Noord-Italië, ligt zo'n 25 km ten noordoosten van Pisa en circa 80 km ten westen van de regiohoofdstad Florence.
Lucca heeft een lange historie. Het is ooit waarschijnlijk door de Etrusken (het Etruskische woord "luk" betekent "moeras") gesticht, volgens een andere theorie echter door de Liguriërs. De stad is geheel ommuurd; de wallen zijn in gebruik bij wandelaars en fietsers.

## Geschiedenis
De stad werd voor het eerst genoemd door de geschiedschrijver Livius (in boek XXI) als de plaats waarheen Sempronius zich in 218 v.Chr. terugtrok na de Slag bij de Trebia tegen Hannibal ("Secundum eam pugnam Hannibal in Ligures, Sempronius Lucam concessit"). In 180 v.Chr. werd ze een onderdeel van het Romeinse Rijk, en dit in eerste instantie als een kolonie van Rome. Het rechthoekige schaakbordpatroon van het stadscentrum, zoals men dat ook vindt in bijvoorbeeld het Zuid-Franse stadje Valbonne en de hedendaagse stad New York, herinnert aan het Romeinse stratenplan van de vroegere Romeinse nederzetting 'Luca' (met een 'c'). De Piazza San Michele ligt op de plaats van het antieke forum. Lucca was in de Romeinse tijd een tamelijk belangrijke stad, want het lag op een kruispunt van drie heerbanen: de Via Cassia, de Via Aurelia en de Via Claudia.
In april van het jaar 56 v.Chr. vond er in Lucca een ontmoeting plaats tussen Julius Caesar, Crassus en Pompeius met als thema de voortzetting van hun politieke samenwerking. Plutarchus van Chaeronea (46-120) heeft in zijn Het Leven van Julius Caesar in hoofdstuk 21 beschreven wat daar werd besproken. Naast de leden van dit triumviraat waren ook aanwezig Appius, de gouverneur van Sardinië, en Nepos, de proconsul van Hispania, afgezien van 120 lictoren en 200 leden van de senaat. De uitkomst van die besprekingen was dat Crassus en Pompeius het daaropvolgende jaar consuls bleven, terwijl Caesar voor een periode van vijf jaar gouverneur zou worden van Gallia Cisalpina (Noord-Italië), Gallia Transalpina (het deel van Gallië dat aan de overzijde van de Alpen lag) en een deel van Illyria (voormalig Joegoslavië).
Lucca werd geplunderd door Odoaker, een Germaans stamhoofd, die Romulus Augustulus afzette als laatste West-Romeinse keizer in 476 na Chr. Toch groeide Lucca uit tot een belangrijke stad en vesting. In 553 na Chr. werd het gedurende drie maanden belegerd door Narses, generaal van de Oost-Romeinse keizer Justinianus I bij de herovering van Italië op de Ostrogoten.
Gedurende het Longobardische Rijk was Lucca de zetel van een hertog en de hoofdstad van de provincie Tuscia tot de 9e eeuw en had het recht op eigen munten. De stad werd in het begin van de 11e eeuw welvarend door de zijdehandel en daardoor een rivaal van Byzantium. Als hoofdstad van het markgraafschap Toscane was Lucca min of meer onafhankelijk, maar nominaal de leenman van de keizer van het Heilige Roomse Rijk.

### Republiek
Na de dood van gravin Mathilde van Toscane in 1115 begon Lucca zich om te vormen tot een zelfstandige commune met het charter uit 1160. De stad bleef gedurende bijna 700 jaar een onafhankelijke republiek: de republiek Lucca. Het was voor de Welfen (aanhangers van de paus) in de strijd tegen de Ghibellijnen (aanhangers van de keizer), omdat het de steun zocht van Florence, leider van de Liga der Welfen in Toscane.
De Divina Commedia van Dante bevat veel verwijzingen naar de grote feodale families uit die tijd. Dante zelf verbleef enige tijd in ballingschap in Lucca.
Door interne twisten slaagde Uguccione della Faggiuola in 1314 erin om zich aan het hoofd te plaatsen van de stad, maar hij werd twee jaar later verdreven door de inwoners. Zij gaven hun stad in de handen van de condottiere Castruccio Castracani (1284-1328). Deze slaagde erin van Lucca de belangrijkste staat van Midden-Italië te maken, de rivaal van Florence. Hij werd tot hertog van Lucca benoemd door keizer Lodewijk IV en ligt er begraven in de San Francescokerk. Zijn leven werd onder andere beschreven door Niccolò Machiavelli. In de 14e eeuw kreeg de republiek een Consiglio degli Anziani, een raad van ouden, en de stad kwam opnieuw tot bloei.
Lucca was de zetel van de synode van 1408, waarin een poging werd gedaan om een einde te maken aan het schisma van het pausdom.
In de eerste helft van de 15e eeuw werd Lucca bestuurd door Paolo Guinigi. Hij verfraaide de stad, onder andere met het Palazzo Guinigi. In de 15e en 16e eeuw moest de stad zich verdedigen tegen Florence. Uit die tijd stamt de brede stadsmuur, die nog steeds het centrum volledig omsluit.

### Vorstendom Lucca en Piombino
In 1799 kwam de stad onder Frans bewind. Lucca, met het omringende land, werd in 1805 door toedoen van de Franse keizer Napoleon een onafhankelijk vorstendom. Zijn zuster Elisa kwam als prinses op de troon van dit vorstendom Lucca en Piombino.

### Hertogdom Lucca
Het Congres van Wenen in 1814 maakte van het vorstendom het hertogdom Lucca en plaatste dit onder het bewind van de Bourbons van het hertogdom Parma.
Lucca werd in 1847 door de laatste hertog, Karel Lodewijk van Bourbon-Parma, afgestaan aan het groothertogdom Toscane. Er trad toen een periode van verval in. In 1860 werd het veroverd door het koninkrijk Sardinië en een jaar later, in 1861, werd het een deel van het koninkrijk Italië.

## Bezienswaardigheden

### Pleinen
- Piazza dell'Anfiteatro (op de plaats van het vroegere Romeinse amfitheater). Het theater uit de 2e eeuw is in de loop van de eeuwen volgebouwd (waaronder ook het middenplein) met gebouwtjes, paardenstallen, opslagplaatsen en een gevangenis. In de 19e eeuw maakte architect Lorenzo Nottolini een ellipsvorming ontwerp waarbij de fundamenten van het amfitheater zijn gebruikt voor woningen en winkels. Het middengedeelte maakte hij vrij, waardoor er een plein ontstond. Via een viertal bogen komt men op dit plein. De laagste poort is de enige op de plaats van een originele toegangspoort.
- Piazza Napoleone, ook wel Piazza Grande, is een centraal plein van Lucca waar 's zomers het Lucca Summer Festival wordt gehouden. Ooit stond op deze plaats een groot fort – het Fortezza Augusta – dat gebouwd was in 1322 door de beroemde en gevreesde Lucchees Castruccio Castracani (1281-1328). Het fort werd onder andere gebouwd van de stenen van de torens van de families die hem destijds hadden verstoten uit de stad Lucca. Het fort besloeg een vijfde van het oppervlak van de stad, was gebouwd aan de stadsmuur, bevatte negenentwintig torens en vier poorten binnen de muren. Na de dood van Castracani werd het fort deels gesloopt. In de loop der tijd werden steeds delen van het oude fort afgebroken. In 1806 werd op de plaats van het fort het huidige ruime plein in Franse stijl gebouwd (vergelijk het bijvoorbeeld met het Place de l'Horloge in Avignon). Aan het plein werd het paleis voor de groothertog gebouwd (Palazzo Ducale) op de plaats van de zetel van het oude fort. In de oorspronkelijke plannen voor het plein, waarvoor verschillende huizen, winkels en zelfs de kerk San Pietro Maggiore moest worden gesloopt, was opgenomen dat er een reusachtig beeld van Napoleon zou komen. Het is er nooit gekomen. Wel een beeld van Maria Luisa van Bourbon. Tot 1998 werd het plein gebruikt als parkeerplaats.
- Piazza San Michele

### Kerken
- Basiliek van San Frediano
- Duomo di San Martino
- San Michele in Foro

### Vestingmuur
De stad Lucca is altijd ommuurd geweest, in ieder geval vanaf 180 v.Chr. De huidige vestingmuren rondom de stad werden gebouwd tussen 1504 en 1645, vooral tegen aanvallen vanuit Florence. Het is een van de vroegste voorbeelden van moderne vestingwerken in Europa. De huidige muur heeft nooit blootgestaan aan militaire bedreigingen maar is eens van bijzonder groot nut geweest, namelijk op 18 november 1812, toen de stad werd bedreigd door een overstroming door de buiten de oevers getreden rivier de Serchio. Groothertogin van Toscane Elisa (jongste zus van Napoleon) kon de stad niet meer in omdat alle poorten hermetisch waren afgesloten voor het water en moest over de muur worden gehesen. De muur heeft een omtrek van ruim vier kilometer, is aan de basis tot dertig meter breed en twaalf meter hoog en verkeert nog steeds in goede staat. Er is een park op aangelegd en er is een fiets- en wandelpad.
De huidige muur heeft zes toegangspoorten (in volgorde van aanbouw):
- Porta San Pietro (1565 – Zuid), de zuidelijkste poort, vlak bij het station
- Porta Santa Maria (1592 – Noord) komt uit op de Piazza Santa Maria
- Porta San Donato (1629 – West) komt uit op Piazzale Verdi
- Porta Elisa (1811 – Oost) komt uit op de Via Elisa (genoemd naar Elisa Bonaparte)
- Porta Sant'Anna (1910 – West) komt uit op de Via San Paulino, en is gebouwd voor gemotoriseerd verkeer dat niet door de Porta San Donato kan
- Porta San Jacopo (1930 – Noord)

### De haven van Lucca
Vroeger had Lucca een rivierhaven in het zuiden van de stad bij San Concordio (driehonderd meter ten zuiden van Porto San Pietro). Het zeven meter brede kanaal Fosso della Formica (= mierengracht) sloot aan op het door de Romeinen gegraven kanaal Ozzeri. In de 6e eeuw hield bisschop Frediano zich bezig met de renovatie van dit kanaal en de aanleg van kwelderwerken.
De haven van Lucca was vooral van belang voor de handel in Lucchese zijde en de voedselvoorziening, maar ook voor de aanvoer van stenen voor de bouw van de stadsmuren afkomstig uit Guamo. Toen rond 1860 Lucca met het spoor werd verbonden, verloor de haven haar betekenis. Ze werd dichtgegooid en het kanaal (Fosso della Formica) met pijnbomen beplant, waardoor de loop niet meer te zien is.

### Overige bezienswaardigheden
- Torre dell'Orologio Deze toren aan de Via Filungo stamt uit de 13e eeuw. Hij is ongeveer vijftig meter hoog en de hoogste van de honderddertig torens die Lucca ooit rijk was. In 1390 besloot de Algemene Raad van de stad een orologio bonum, sufficienter aptum et bene distinguentes tempus per horas (= een betrouwbare klok die past bij de stad en de uren goed onderscheiden aangeeft) te maken. Maar pas een eeuw later werd deze hoge toren gekocht door de stad van de rijke familie die haar in bezit had en de klok erop bevestigd, waardoor de uren zowel zichtbaar als hoorbaar werden aangegeven. In 1754 werd door plaatselijk klokkenmaker Sigismondo Caturegli een nieuw uurwerk aangebracht in de toren, waarop twaalf Romeinse cijfers werden geverfd en nieuwe wijzers werden geplaatst met een stervormig centrum. Tevens werden de bellen vernieuwd.
- Torre Guinigi De toren met de bomen (steeneiken) aan de Via Sant'Andrea 45 is een van de weinige torens die Lucca nog rijk is. De familie Guinigi, waarnaar hij verwijst, was een van de invloedrijkste families van kooplieden uit Lucca uit de 13e eeuw.
- Het station van Lucca Het treinstation van Lucca (ontworpen door plaatselijk architect Vincenzo Pardini) ligt op de lijn Florence – Prato – Pistoia – Lucca – Viareggio, maar er rijden ook treinen naar Pisa Centrale en naar Ponte a Moriano – Bagni di Lucca – Barga – Castelnuovo di Garfagnana – Aulla Lunignana. Het station heeft zes sporen en werd geopend op 29 september 1846.
- Het aquaduct van Lucca Vanaf de 6e eeuw kwam de watervoorziening van Lucca vanuit de vlakte van Moriano uit de rivier de Serchio. De legende gaat als volgt: de stad Lucca werd dikwijls belaagd door de buiten de oevers tredende Serchio. In de tijd dat Frediano bisschop was in Lucca werd hij door de bevolking benaderd over dit probleem. Frediano, een Ierse geestelijke die, voordat hij bisschop van Lucca werd, als heremiet op de Monte Pisano (tussen Lucca en Pisa) had gewoond, liep met de bevolking van Lucca naar voornoemde rivier. Met een hark baande hij een pad en gebood het water deze route voortaan te volgen. Tot verbazing van de bevolking volgde de rivier vanaf dat moment deze route en werd de stad en het bebouwde land gespaard. Het is gedocumenteerd dat er begin 1700 al debatten waren binnen het stadsbestuur over de slecht functionerende watervoorziening. Pas in 1822 werd besloten een aquaduct te bouwen en architect Lorenzo Nottolini (geboren in naburige Capannori) kreeg hiervoor de opdracht. De werkzaamheden duurde van 1823 tot 1851. Het aquaduct is er nog steeds maar wordt niet meer gebruikt. De autostrada A11 naar Firenze doorkruist het traject van het aquaduct waardoor er een onderbreking is gemaakt. Tussen 1928 en 1932 werd deze autoweg tussen Firenze en Pisa aangelegd. Het aquaduct is gebouwd in een neoclassicistische stijl. Het aquaduct is twaalf meter hoog en bestaat uit 460 pilaren. Het aquaduct haalt water uit verschillende bronnen van de Monte Pisano. Vanaf de Monte Pisano loopt het aquaduct ruim drie kilometer in noordnoordwestelijke richting en eindigt in het waterreservoirtempeltje van San Concordio (ten zuiden van het huidige treinstation). Hier stortte het water in een diepte en werd door twee ijzeren pijpen getransporteerd naar de fonteinen van de stad (waaronder de grote fontein op het plein voor de kathedraal).
- Het geboortehuis van Puccini Aan de Corte San Lorenzo staat het huis waar de wereldberoemde componist Giacomo Puccini op 22 december 1858 werd geboren. De familie betrok de woning omstreeks 1815. In 2011 is de woning teruggebracht in de originele staat en te bezoeken. De mantel en de witte sjaal, waarin hij zich vaak kleedde, zijn eveneens aanwezig naast partituren en originele post. Op het plein (= Piazza Cittadella) bij deze woning staat een standbeeld van de componist van de Italiaanse beeldhouwer Vito Tongani uit 1994.

### Paleizen
- Palazzo Guinigi
- Palazzo Mansi met de Pinacoteca Nazionale
- Palazzo Orsetti

## Musea
- Lu.C.C.A. Lucca Center of Contemporary Art
- Museo della Cattedrale
- Museo nazionale di Villa Guinigi
- Museum of Villa Mansi
- Orto Botanico Comunale di Lucca

## Partnersteden
- Abingdon (Verenigd Koninkrijk)
- Buenos Aires (Argentinië)
- Colmar (Frankrijk)
- Gogolin (Polen)
- Gorinchem (Nederland)
- Schongau (Duitsland)
- Sint-Niklaas (België)
- South San Francisco (Verenigde Staten)

## Geboren in Lucca
- Paus Lucius III (1097-1185), geboren als Ubaldo Allucingoli
- Zita van Lucca (1212/18-1272), heilige
- Giovanni Arnolfini (ca.1400-1472), handelaar in Brugge, geportretteerd door Jan van Eyck
- Gioseffo Guami (1540-ca.1612), componist, organist en zanger
- Giovanni Baptista Giusti (tweede helft 16e eeuw), klavecimbelbouwer
- Francesco Geminiani (1687-1762), componist en violist
- Francesco Barsanti (1690-1775), componist
- Nicolas de Nobili (1706), rekenmeester in de Oostenrijkse Nederlanden
- Pompeo Battoni (1708-1787), schilder
- Luigi Boccherini (1743-1805), componist
- Karel III van Parma (1823-1854), hertog van Parma
- Carlo Angeloni (1834-1901), componist
- Elena Guerra (1835-1914), geestelijke
- Alfredo Catalani (1854-1893), componist
- Giacomo Puccini (1858-1924), componist
- Zita van Bourbon-Parma (1892-1989), keizerin van Oostenrijk en koningin van Hongarije
- Carlo Ludovico Ragghianti (1910-1987), kunsthistoricus
- Ivan Della Mea (1940-2009), romanschrijver, journalist, singer-songwriter en politiek activist
- Mario Cipollini (1967), wielrenner
- Stefano Della Santa (1967), wielrenner
- Eros Riccio (1977), schaker
- Sergio Pagni (1979), boogschutter
- Federico Mattiello (1995), voetballer